# Ivan Șubașici
Ivan Șubașici, în limba croată, Ivan Šubašić, (n. 7 mai 1892 - d. 22 martie 1955) a fost un politician croat și iugoslav, cunoscut ca ultimul ban al Banovina croată.

## Biografie
S-a născut în Vukova Gorica, în apropiere de Karlovac, pe atunci parte din Austro-Ungaria. A absolvit liceul în Zagreb, și s-a înscris la Facultatea de Teologie din cadrul Universității din Zagreb. În timpul Primului Război Mondial, a fost înrolat în Armatei Austro-Ungara unde a luat parte în lupta contra forțelor sârbești de pe râul Drina. Ulterior a fost trimis pe Frontul de Răsărit unde a profitat de ocazie să-i slăbească pe ruși. De aici s-a alăturat voluntarilor iugoslavi luptând în cadrul armatei sârbe pe Frontul Macedonean.
După război, Șubașici a obținut diploma de Drept la Universitatea din Zagreb, iar ulterior a deschis un birou de Drept în Vrbasko. Acolo l-a cunoscut pe Vladko Maček și s-a alăturat Partidului Țărănesc Croat. În 1938, a fost ales în Adunarea Națională Iugoslavă.

### Cel de-Al Doilea Război Mondial
În august 1939, Maček și pe atunci prim-ministrul iugoslav Dragișa Cvetkovici au ajuns la un acord cu privire la reconstruirea constituțională a Iugoslaviei și restaurarea statalității croate sub forma Banovinei croate - o entitate autonomă, care împreună Croația proprie, cuprindea părți mari din Bosnia și Herțegovina actuală și câteva părți din Voivodina actuală care avea o majoritate croată. Șubașici a fost numit primul ban - șeful titular al acestei entități, responsabil de guvernul său.
Banovina a fost desființată împreună cu Regatul Iugoslaviei după invadarea puterilor Axei în aprilie 1941. Șubașici s-a alăturat lui Dușan Simovici și guvernului său în exil, dar înainte să plece, a refuzat să autorizeze eliberarea unui număr mare de croați comuniști și de extremă stânga, arestați și ținuți sub supravegherea sa în închisori.

### Emigrat, în diasporă
În emigrație, Șubașici a reprezentat primul guvern regal iugoslav în SUA. Treptat, lărgirea decalajului dintre guvernul regalist și mișcările de rezistență majore iugoslave încorporate lui Tito și a partizanilor săi comuniști l-au forțat pe Winston Churchill să medieze. Șubașici, un croat non-comunist, a fost numit noul prim-ministru pentru a ajunge la un compromis între Tito - a cărui forțe a reprezentat de facto guvernul teritoriilor eliberate - și monarhia, care-l prefera pe Draža Mihailovici și cetnicii lui dominat de sârbi.
După ce l-a respins public pe Mihailovici, Șubașici s-a întâlnit cu Tito pe insula Vis și au semnat acordul Tito-Șubașici, care i-a recunoscut pe partizanii ca principala armată legitimă a Iugoslaviei, în schimbul recunoașterii partizanilor în mod oficial și să ia parte la noul guvern. Șubașici și-a păstrat funcția până pe 7 martie 1945, când Tito devenise oficial prim-ministru. Șubașici a fost apoi ministru de externe până în octombrie, când a demisionat, având neînțelegeri cu politica comunistă a noului guvern.
Șubașici și-a petrecut restul vieții, departe de viața politică, murind în 1955 la Zagreb. Aproximativ 10.000 de persoane au participat la funeralii. Este îngropat în Cimitirul Mirogoj.